# 卓卓
謝雷·安巴薩·居伊（Gerard Ambassa Guy，通稱卓卓，1978年9月21日—），生於喀麥隆雅溫得，喀麥隆裔香港足球運動員，能一律司職場上任何位置，前香港足球代表隊及喀麥隆奧運代表隊成員，曾擔任香港超級聯賽球會標準流浪看守教練。

## 球會生涯
卓卓生於喀麥隆雅溫得，在1994年展開其職業足球生涯，效力當地著名球會雅溫得霹靂，直至1997年分別受到中國和法國球會的青睞，中國球會給卓卓一份當正選球員的合約，而法國球會則給他到它的足球學校繼續培訓的機會，令他最後決定與中國足球甲B聯賽球會佛山佛斯弟簽約，當時譯名為「熱拉」。
惟賽季結束後，球隊被廈門遠華收購，於是卓卓選擇來港加盟甲組球會流浪。加盟後，卓卓在首場聯賽出戰快譯通期間，與對方球員鄭兆聰爭奪頭球後發生碰撞，結果卓卓無礙而鄭兆聰則當場休克，被送往醫院，其後他更短暫失憶，而最終卓卓亦被出示紅牌被驅逐離場。
其後卓卓於1999年轉會快譯通，翌季轉投東聯二合，他在2001年加盟愉園，直至2005年在港住滿7年後選擇放棄喀麥隆國籍，正式申請香港特區護照。期間卓卓於2007年休季期間到印尼加盟印超球會佩斯查，回港後回歸愉園。直至2009年夏季，愉園改為組織青春班，於是卓卓轉投南華，期間助球隊歷史性殺入亞協盃四強。
卓卓在2010年外借至天水圍飛馬，至2011年夏季正式加盟晨曦，但卓卓在農曆新年前向會方請假處理私事後一去不返，令會方惟有暫停向他支薪，最終晨曦只能以第4名完成聯賽。總結而言，他於2001年至2007年連續7年入選香港足球明星選舉最佳陣容，實力得到認同。卓卓離開香港球壇間到澳洲考取飛機師牌照，至2011年時便決定暫別球員生涯。大部分時間都在澳洲並於2013年加盟澳洲州聯賽業餘球隊恩菲爾德城，其後於2014年在其中一隊州聯賽球隊新英倫愛國者擔任一隊教練，到2016年4月才離任。離任後他在深圳執教大學隊，並在深圳居住。
直到2016年4月出戰港會七人足球元老賽期間，元老隊隊友招重文看過卓卓表現後，認為只要正常操練足以應付港超聯，遂邀37歲的卓卓復出加盟新成立的標準灝天，但卻惹來球迷熱烈討論。他在2016年8月28日作客迎戰前球會南華的首輪港超聯賽事，正選登埸兼踢足全場，還在比賽末段串前鋒位置，最终球隊僅以1–2負南華。惟卓卓只上陣幾場便因傷而退居幕後，擔任球隊助教。

## 國際賽生涯
卓卓16歲時獲喀麥隆青年國家隊徵召，其後他再在1999年10月獲喀麥隆U23國家隊徵召出戰奧運外圍賽，而他協助喀麥隆最終以5勝1負成績，獲小組首名資格出線悉尼奧運會，可是由於決賽周時只容許各球隊有三名超齡球員，故卓卓最終落選最後決賽周名單。
直到2005年，卓卓在港連續居港7年後，選擇放棄喀麥隆國籍，領取香港特區護照，並在2005年12月首度獲香港代表隊徵召出戰省港盃和賀歲盃賽事。直到2006年始入選香港隊參加國際A級賽，並在2006年12月隨隊卡塔爾多哈參加亞洲運動會，更在對馬爾代夫國家隊時為香港取得奠定入球。

## 教練生涯
卓卓於2012年在澳洲報讀亞洲足協C級教練課程，再在於2013年暑假再報讀亞洲足協B級教練課程。
2016年7月，卓卓為標準灝天後上陣幾場後便因傷轉任球隊助教。
直到球季結束後，卓卓修讀亞洲足協A級教練課程將，並於新球季回歸標準流浪擔任助教，培訓陣中年輕球員。
2017年12月，流浪在主教練離任後卓卓獲機會成為標準流浪的看守教練。

## 球場以外
卓卓的父母學歷很高，在政府當公務員，所以家境算是不錯，其兩個女兒現於法國讀書，並由太太照顧，其大女更專程返港領取香港身份證。
卓卓在2003年於香港修讀國際文憑大學預科課程，隨後在法國的普瓦捷大學修讀遙距課程主修財經及會計。
卓卓與前喀麥隆國腳為朋友，當卓卓在喀麥隆時是踢第一組別聯賽，而伊度奧卻還在第二組別效力。
卓卓在澳洲主要是讀書準備考取飛機師的牌照，空餘時間便踢業餘足球賺取車馬費，亦有兼職任教半職業球隊。由於澳洲業餘及半職業球季在四至八月，而且不用操練，故卓卓可專心應付飛機師課程。
卓卓在澳洲考獲飛機師執照後曾向國泰航空申請擔任飛機師，可是經過第一輪面試後，未有第二輪面試機會。
雖然卓卓香港身份證上的姓字為「謝雷」不過球迷及傳媒和他本人仍然慣稱卓卓，而在香港足球總會的註冊亦以「謝雷」註冊。

## 個人榮譽
- 香港足球明星選舉 最佳十一人（2000–01、2001–02、2002–03、2003–04、2004–05、2005–06、2006–07季度）
- 2010年東亞足球錦標賽預賽 最有價值球員（2009年）

## 外部連結
- 香港足球總會網頁球員註冊資料 （页面存档备份，存于）